# Un mese al lago
Un mese al lago (A Month by the Lake) è un film del 1995 diretto da John Irvin con Vanessa Redgrave, Edward Fox e Uma Thurman. È tratto da un racconto di H.E. Bates.

## Trama
1937. Miss Bentley, fotografa inglese di mezza età, torna per la sua consueta vacanza primaverile sulle rive del lago di Como, luogo dove era solita soggiornare con suo padre, morto da poco. Qui conosce e si innamora, inizialmente non ricambiata, del maggiore Wilshaw, il quale viene a sua volta sedotto dalla frivola bambinaia americana Miss Beaumont. Nel mentre Miss Bentley diviene oggetto delle attenzioni di un superficiale ragazzotto locale, Vittorio. In quel mese, segnato dai primi echi della Seconda Guerra Mondiale, i vari personaggi vivranno storie di corteggiamenti e passione, per poi arrivare a un lieto fine.

## Distribuzione

### Data di uscita
Il film venne distribuito in varie nazioni, fra cui:
- Canada 11 settembre 1995 (Toronto International Film Festival)
- Stati Uniti d'America, A Month by the Lake  22 settembre 1995
- Australia 26 dicembre 1995
- Grecia, Enas minas stin limni 15 marzo 1996
- Spagna, Un mes en el lago 25 marzo 1996
- Turchia, Gölde bir ay 21 giugno 1996
- Inghilterra, A Month by the Lake 21 giugno 1996
- Germania, Ein Sommer am See 21 novembre 1996
- Portogallo, Amor à Beira do Lago 29 agosto 1997
- Francia, Romance sur le lac 18 aprile 1999 (prima trasmissione in TV)

## Produzione
Prodotto dalle società Anuline e Miramax Films.
L'azione si svolge interamente su Lago di Como, per la maggior parte nei giardini della villa Balbianello (oggi proprietà del FAI) dove il regista ha posizionato l'hotel sede degli incontri romantici degli attori protagonisti. Alcune scene sono state girate presso il Lido di Bellagio, a Villa Olmo, a Rezzonico, altre a Varenna, sulla passeggiata a lago, ed altre ancora sui pontili dei battelli a Tremezzo ed a Cernobbio. Una parte della produzione avvenne a Lierna sul Lago di Como.

## Accoglienza

### Critica
Gianluigi Rondi ha apprezzato la fotografia di Pasqualino De Santis e la recitazione di Vanessa Redgrave e secondo Lietta Tornabuoni il maggiore interpretato da Edward Fox è reso molto bene come personaggio mentre la regia di John Irvin tenta di ricostruire l'atmosfera del periodo. Secondo Morando Morandini la trama, che aveva l'intento di fondere due generi come la commedia con il resoconto psicologico, non convince, non riuscendo nell'obiettivo.

## Incassi
Il film ha incassato un totale di 2.101.087 dollari negli USA e nella prima settimana 101.042 dollari.